# Karkikatti, Ron
Karkikatti là một làng thuộc tehsil Ron, huyện Gadag, bang Karnataka, Ấn Độ.